# اینجا (فیلم ۲۰۲۴)
اینجا (انگلیسی: Here) یک فیلم درام آمریکایی به کارگردانی رابرت زمکیس و نویسندگی اریک راث و زمکیس است. این فیلم بر اساس رمان گرافیکی به همین نام نوشته ریچارد مک‌گوایر ساخته شده‌است. در این فیلم تام هنکس، رابین رایت، پل بتانی و کلی رایلی ایفای نقش می‌کنند.
این فیلم در تاریخ ۲۵ اکتبر سال ۲۰۲۴ توسط گروه سینمایی سونی پیکچرز در ایالات متحده اکران شد. این فیلم همچنین هنکس و رایت و همچنین زمکیس و راث را برای اولین بار در سی سال پس از اکران فارست گامپ در سال ۱۹۹۴ دوباره با هم متحد می‌کند.

## خلاصه داستان
داستان وقایع یک اتاق مجردی و ساکنان آن از گذشته تا آینده را پوشش می‌دهد.

## تولید
این فیلم از فناوری هوش مصنوعی مولد جدیدی به نام متافیزیک زنده (انگلیسی: Metaphysic Live) برای تعویض چهره و پیری بازیگران در زمان واقعی هنگام اجرا به جای استفاده از روش‌های پردازش پس از تولید اضافی استفاده می‌کند. فیلمبرداری این فیلم در فوریه ۲۰۲۳ در لندن آغاز شد.